# Waldemar Otte

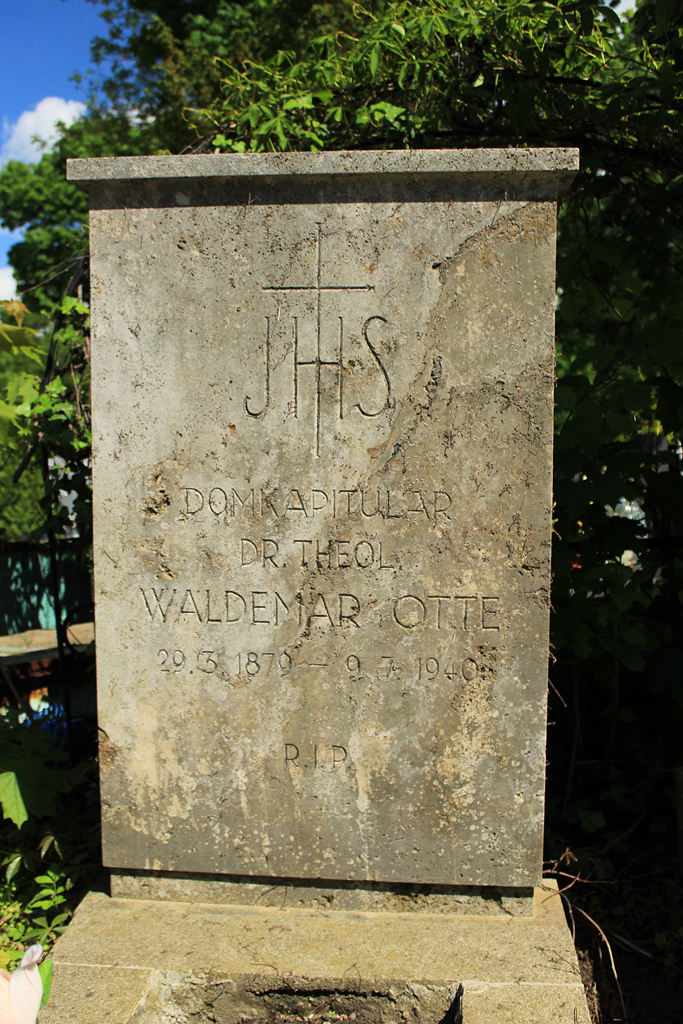
Grób Waldemara Otte na cmentarzu św. Wawrzyńca we Wrocławiu

Waldemar Wilhelm Otte (ur. 29 marca 1879 w Lubrzy, zm. 9 lipca 1940 we Wrocławiu) – niemiecki ksiądz katolicki, teolog i polityk Partii Centrum.
Był synem mistrza stolarskiego, ukończył gimnazjum w Prudniku, następnie studiował w latach 1898-1901 na Uniwersytecie Wrocławskim teologię katolicką, filozofię i ekonomię polityczną. W roku 1902 otrzymał święcenia kapłańskie. W roku 1903 otrzymał tytuł doktora teologii. Następnie rozpoczął pracę duszpasterską, najpierw jako wikary w Kotliskach i Świdnicy, następnie w latach 1907-1917 sprawował funkcję proboszcza w Gryfowie Śląskim. W tym czasie był aktywnym redaktorem kilku pisma katolickich wychodzących na Dolnym Śląsku. Po zakończeniu I wojny światowej przystąpił do Partii Centrum, z ramienia której został wybrany posłem do Weimarskiego Zgromadzenia Narodowego - pierwszego parlamentu Republiki Weimarskiej. W roku 1930 jako przedstawiciel prowincji dolnośląskiej zasiadał w Reichsracie (Radzie Rzeszy) - izbie wyższej parlamentu Niemiec. W roku 1931 pełnił funkcje przewodniczącego Partii Centrum na dolnym Śląsku, a w latach 1932-33 zasiadał w Landtagu Prus. Po przejęciu władzy przez nazistów w roku 1933 zakończył działalność polityczną i pracował we wrocławskiej kurii biskupiej. 
Został pochowany na cmentarzu św. Wawrzyńca we Wrocławiu, jego grób zachował się do dziś.